# Otto Aichel
Otto Aichel, (Concepción, Chile, 31 de octubre de 1871-Kiel, Tercer Reich, 31 de enero de 1935), fue un embriólogo, anatomista, antropólogo, académico alemán nacido en Chile y figura importante dentro del desarrollo científico nacionalsocialista.

## Biografía
Hijo del médico y cónsul alemán Carl Ludwig Oswald Aichel en Concepción que se asentó en Chile el año 1865, Aichel volvió a su país para realizar sus estudios secundarios en Ernestinum Celle. Al egresar, realizó estudios de ciencias naturales y medicina en la Universidad de Erlangen-Núremberg y la de Munich adquiriendo en doctorado en 1896 y la aprobación como médico dos años más tarde. Trabajó en Universitätsklinikum Hamburg-Eppendorf de la Universidad de Hamburgo y el Universitätsklinikum Erlangen de su alma mater. En 1902 recibió la certificación de Obstetricia y Ginecología y el mismo año viajó a la Universidad de Chile precisamente para desempeñarse como profesor de ginecología en la Escuela de Medicina, donde impartió la cátedra por poco menos de una década.
El año 1910, junto a Max Westenhöfer, estuvo involucrado en el polémico caso de la autopsia del canciller alemán Guillermo Beckert, en que ambos, confundieron un cadáver que exculpaba al alemán del asesinato de un joven chileno. El caso suscitó un gran número de cuestionamientos a los dos médicos alemanes, por lo que decidieron volver a Kiel, donde se unieron paulatinamente a la causa nacionalsocialista que comenzaba a nacer.
Ya en Kiel, la carrera científica de Aichel fue en ascenso rápidamente, se incorporó como investigador y profesores en el Instituto Anatómico de la Universidad de Halle, la Universidad de Kiel, Academia Alemana de Ciencias y el Instituto Kaiser Wilhelm de Antropología.

## Eugenesia
Aichel dio una conferencia en la Pontificia Universidad Católica de Chile el año 1921 mostrándose contrario a la esterilización eugenésica, postura que cambió posteriormente, cuando defendió con fuerza teorías antisemitas y racialistas. Algunas de sus frases que reflejan su postura fueron:

“de lo expuesto resulta que la condición genética decide la suerte del individuo. Nadie es más ni puede realizar más de lo que lleva en su constitución hereditaria”
Otto Aichel

“los manicomios están repletos de individuos inútiles para la sociedad”
Otto Aichel

## Obras
- Über Zellverschmelzung mit qualitativ abnormer Chromosomenverteilung als Ursache der Geschwulstbildung, 1911
- Über Moorleichen, nebst Mitteilung eines neuen Falles: (2 1/2jähriges Mädchen von Röst in Dithmarschen). In: Verhandlungen der Gesellschaft für Physische Anthropologie. Schweizerbart, Stuttgart 1927, pp. 57–73
- Der deutsche Mensch, 1933